# Kanonicy regularni
Kanonicy regularni św. Augustyna – katolicki zakon klerycki zorganizowany według reguły św. Augustyna.
Historycznie rzecz ujmując, aż do 1959 nie było jednolitego pod względem struktur zakonu kanoników regularnych. Pojęciem tym określano zbiorczo wiele kongregacji i autonomicznych wspólnot kanoników, powiązanych ze sobą wyłącznie oparciem na regule św. Augustyna. Dopiero w 1959 kongregacje i wspólnoty, które przetrwały do tego czasu, utworzyły Konfederację Zakonu Kanoników Regularnych św. Augustyna.

## Reguła
Zakon kanoników regularnych opiera swoją duchowość na regule św. Augustyna. Praktykuje rady ewangeliczne posłuszeństwo, czystość i życie wspólne bez własności. Nie zawęża swojej działalności duszpasterskiej do jednej dziedziny. Jest otwarty na każdą formę pracy w Kościele.

## Historia
Sporna jest geneza zakonu kanoników regularnych. Za umowną datę jego formalnego utworzenia uznawany jest rok 1059, gdy synod obradujący na Lateranie zalecił przyjmowanie przez wspólnoty kanoników reguły św. Augustyna. Tradycja zakonna doszukuje się jej genezy już w stylu życia chrześcijańskiego duchowieństwa już w czasach pierwszych chrześcijan. Wiadomo, że już w starożytności i wczesnym średniowieczu grupy prezbiterów żyły razem w zorganizowanych wspólnotach i pełniły służbę liturgiczną w kościołach katedralnych lub kolegiackich. Do takiego stylu życia zachęcał duchownych żyjący w IV wieku biskup Euzebiusz z Vercelli. Samą regułę, którą po 1059 przyjęła większość wspólnot kanoników regularnych, napisał św. Augustyn z Hippony na początku V wieku. Księży, żyjących razem w takich wspólnotach przy katedrach lub kolegiatach, zaczęto określać mianem kanoników. Różnica między kanonikami a zakonnikami polegała zasadniczo na tym, że ci pierwsi nie składali ślubów wieczystych.
Istotnym krokiem naprzód w kierunku formowania się zakonu kanonickiego były reformy podjęte w VIII wieku w państwie Franków. Biskup Chrodegang z Metzu (zm. 766) w 763 sformułował statut dla kanoników ze swojej diecezji, znanych odtąd jako (łac. regula canonicorum, zwana także regułą Chrodeganga). W 816 statut ten (z pewnymi istotnymi modyfikacjami) powtórzył synod w Akwizgranie; różnice dotyczyły głównie stosunku do prywatnej własności kanoników. O ile Chrodegang zalecał wyrzeczenie się własności prywatnej, o tyle synod akwizgrański uznał, że nie jest to konieczne, gdyż nie wynika z utrwalonych zwyczajów ani zaleceń św. Augustyna czy innych wczesnych autorów. Do XI wieku większość domów kanonickich w Europie Zachodniej opartych było na regule akwizgrańskiej (Institutio canonicorum Aquisgranensis).
Dużym impulsem dla dalszej „regularyzacji” wspólnot kanonickich, czyli nadawania im reguły zakonnej zakładającej także śluby ubóstwa, był program reformy duchowieństwa, wdrażany przez kolejnych papieży począwszy od Leona IX (1049–1054). Podczas obrad Synodu Laterańskiego w 1059, pod wpływem rzymskiego archidiakona Hildebranda, uchwalono zalecenie, by duchowni nie należący do wspólnot zakonnych organizowali się jako wspólnoty kanonickie, przy czym powinni się oni wyrzec własności prywatnej, dopuszczonej przez regułę akwizgrańską. Choć nie było to zaleceniem obowiązkowym, przyczyniło się do wzrostu popularności wspólnot kanoników. W XI wieku coraz powszechniejsze stało się przyjmowanie przez te wspólnoty reguły św. Augustyna w formie zalecanej przez Synod Laterański z 1059. Te wspólnoty, które pozostały przy regule akwizgrańskiej (tzw. Ordo Antiquus), dały początek tzw. świeckim kanonikom, w odróżnieniu od kanoników regularnych, które przyjmowały regułę św. Augustyna.
W XI wieku zaczęły też powstawać pierwsze kongregacje kanoników regularnych, grupujące wiele domów kanonickich pod przywództwem (mniej lub bardziej sformalizowanym) domu głównego. Głównymi ośrodkami, wokół których grupowały się mniejsze i mniej znaczące, były wspólnoty św. Frygidiana w Lukce (S. Frediano di Lucca), Najświętszej Maryi Panny nad rzeką Reno koło Bolonii (S. Maria di Reno), św. Rufina w Awinionie (Saint-Ruf), św. Wiktora w Paryżu (Saint-Victor), Błogosławionej Dziewicy Maryi w Springiersbach czy św. Krzyża w Mortarze koło Pawii (S. Croce di Mortara). Z początkiem XII wieku kanonicy regularni zaczęli być obecni w Rzymie i Kurii Rzymskiej. Papież Paschalis II (1099–1118) sprowadził kanoników św. Frygidiana do bazyliki laterańskiej, a w ciągu XII wieku kanonikom regularnym z różnych kongregacji oddano wiele rzymskich kościołów, w tym cztery będące tytularnymi kościołami kardynalskimi (S. Maria Nuova, S. Croce di Gerusalemme, S. Pudenziana i S. Prassede); kardynałowie, którzy otrzymywali kościoły tytularne S. Maria Nuova lub S. Croce in Gerusalemme, sami musieli wywodzić się ze wspólnot, którym je oddano. Co najmniej trzech dwunastowiecznych papieży było kanonikami regularnymi: Celestyn II (1143–1144, wcześniej kanonik św. Frygidiana w S. Florido w Citta di Castello), Lucjusz II (1144–1145, wcześniej kanonik św. Frygidiana w Lukce) oraz Adrian IV (1154–1159, wcześniej kanonik św. Rufina w Awinionie). Wiele wspólnot kanonickich we Włoszech i innych częściach Europy otrzymało w tym okresie przywileje od Stolicy Apostolskiej, szczególnie począwszy od pontyfikatu Innocentego II (1130–1143).
Rozwój ruchu kanonickiego trwał jeszcze w XIII wieku, jednak pod koniec tego stulecia został wyhamowany. W 1299 papież Bonifacy VIII usunął kanoników regularnych z bazyliki laterańskiej i sformował świecką kapitułę z kardynałem archiprezbiterem na czele. W 1359 klasztor S. Maria di Reno został splądrowany przez wojska mediolańskie, a sami kanonicy musieli opuścić to miejsce i schronić się w kościele S. Salvatore w Bolonii. W samym zakonie nastał kryzys wewnętrzny. Sytuację próbował ratować papież Benedykt XII, który w 1339 wydał bullę nadającą kanonikom regularnym jednolitą, scentralizowaną strukturę na wzór dominikanów i franciszkanów, z kapitułą generalną, przełożonym generalnym i podziałem na prowincje zakonne. Bulla ta nie weszła jednak w życie. Autonomiczne wspólnoty kanonickie nie widziały potrzeby takiej centralizacji. Kryzys nie dotknął jedynie kongregacji św. Krzyża w Mortarze, która zachowała dawną żywotność.
Ponowny renesans kanoników regularnych nastąpił na przełomie XIV/XV wieku, pod wpływem ruchu pobożnościowego określanego mianem devotio moderna. W 1386 uczniowie Gerarda Groote (zm. 1384) przyjęli regułę św. Augustyna i założyli w Niderlandach Kongregację Windesheim, o bardziej scentralizowanej strukturze, wzorowanej na takich zakonach jak cystersi, dominikanie czy franciszkanie. Z Niderlandów i Niemiec idee devotio moderna przenikały też do Włoch, gdzie padły pod koniec XIV wieku na podatny grunt. Grupa weneckich arystokratów, w tym Antonio Correr i Gabriele Condulmer, założyła nową wspólnotę, początkowo w S. Nicolo al Lido, a od 1404 w S. Giorgio in Alga. W 1406 wuj Antonio Correra i Condulmera, kardynał Angelo Correr, został papieżem w „rzymskiej obediencji” pod imieniem Grzegorz XII. Powołał on obu swych krewniaków do Kolegium Kardynalskiego i jako papież wspierał powstawanie nowych wspólnot kanoników regularnych w Italii. W 1408 nadał kanonikom regularnym kościół S. Salvatore w Lucceto. Dzięki kanonikom regularnym z S. Salvatore doszło do odnowienia wspólnoty kanonickiej w S. Maria di Reno, która w 1418 ponownie stała się ośrodkiem prężnej kongregacji. Kilka lat później ruch odrodzenia życia kanonickiego dotarł także na Półwysep Iberyjski, gdzie powstała kongregacja św. Jana Ewangelisty (1427), organizująca misje w Kongo, Etiopii i Indiach.
W 1402 powstała wspólnota kanonicka w S. Maria di Fregionaia w Lukce, która sześć lat później, dzięki przywilejom Grzegorza XII, stała się ośrodkiem małej kongregacji grupującej początkowo trzy domy zakonne, lecz w następnych latach szybko się rozrastającej. W 1421 wybrany po zakończeniu wielkiej schizmy zachodniej papież Marcin V zatwierdził tę kongregację i nadał jej bardziej zorganizowaną formę. Kiedy w 1431 kardynał Condulmer został papieżem Eugeniuszem IV (1431–1447), sprowadził kanoników z Fregionaia do bazyliki laterańskiej i w 1446 przemianował nazwę kongregacji na „Kongregację kanoników regularnych św. Jana na Lateranie”. Kongregacja Laterańska wchłonęła szereg mniejszych, często o wiele starszych wspólnot i kongregacji (np. kongregację św. Frygidiana z Lukki), a w 1564 uzyskała honorowe pierwszeństwo wśród wszystkich zakonów.
W XVII wieku doszło do konsolidacji i zjednoczenia wielu domów kanonickich we Francji (Kongregacja Francuska) oraz w Lotaryngii (Kongregacja Naszego Zbawiciela). Był to także okres dalszej ekspansji Kongregacji Laterańskiej, która wchłonęła m.in. irlandzką Kongregację św. Patryka. W tym czasie ośrodkiem odrębnej kongregacji stała się także prepozytura krakowska pw. Bożego Ciała, dzięki reformom prepozytów Marcina Kłoczyńskiego (1612–1644) i Jacka Liberiusza (1644–1673).
Wiek XVIII przyniósł największy w historii kryzys zakonu kanoników regularnych. Reformy oświeceniowych rządów doprowadziły do zamknięcia wielu domów kanonickich w Niemczech, Włoszech i Francji. Największy cios zadały mu jednak Wielka rewolucja francuska. W 1790 we Francji zlikwidowano prawie wszystkie wspólnoty i domy zakonne, w tym także domy i kongregacje kanoników regularnych. Wielu kanoników poniosło śmierć z rąk rewolucjonistów (np. kanonicy z Mont Saint-Eloi). Ekspansja rewolucyjnej, a potem napoleońskiej Francji doprowadziła do likwidacji zakonów także w innych krajach. W 1799 likwidacji uległa Kongregacja Laterańska.
Pokonanie Napoleona Bonaparte w 1814 i Kongres wiedeński w 1815 stworzyły warunki do odbudowy struktur wielu zakonów i kongregacji. Głównym promotorem odbudowy zakonu kanoników regularnych był Vincenzo Garofoli (zm. 1839), członek Kongregacji Renańskiej. Już w okresie napoleońskim zebrał on niedobitki kanoników regularnych z Kongregacji Laterańskiej oraz Renańskiej i utworzył dla nich wspólny dom zakonny w Neapolu, a po 1814 zaczął działać w Rzymie na rzecz odbudowy i zjednoczenia obu tych kongregacji. Projekt ten został zrealizowany w 1823 i w ten sposób powstała Kongregacja Kanoników Regularnych Laterańskich Najświętszego Zbawiciela. Początkowo liczyła ona zaledwie 105 kanoników, zamieszkujących wyłącznie w domach na terenie Italii, jednak w ciągu następnych kilkudziesięciu lat zdołała odbudować swą pozycję i odzyskała bądź wchłonęła wiele domów kanonickich także spoza Italii, między innymi krakowską prepozyturę Bożego Ciała (1859). We Francji powstała w 1871 nowa Kongregacja Kanoników Regularnych Niepokalanego Poczęcia. Z kolei w Austrii kilka niezależnych dotąd domów kanonickich zjednoczyło się w Kongregację Austriacką (1907).
W 1959 kongregacje kanonickie, które przetrwały do XX wieku, za zgodą papieża Jana XXIII utworzyły Konfederację Zakonu Kanoników Regularnych Świętego Augustyna z Opatem Prymasem na czele. W następnych latach doszło do wznowienia działalności kilku wygasłych kongregacji (Windesheim, Wiktoryńskiej) oraz utworzenia kilku nowych (Kongregacja Matki Zbawiciela w 1971, Kongregacja Braci Życia Wspólnego w 1975). Większość z nich weszła w skład Konfederacji. Szczególnym promotorem powstawania nowych instytutów opartych na regule św. Augustyna jest kardynał Raymond Burke. Pod jego patronatem powstały instytuty kanoników regularnych św. Jana Kantego w Chicago (1998) i kanoników regularnych Nowej Jerozolimy w diecezji La Crosse (2002).

## Członkowie zakonu
Z zakonu kanoników regularnych wywodzi się: 6 papieży (5 w XII w.), 29 kardynałów, 1 patriarcha, 7 arcybiskupów, 86 biskupów, 10 świętych i 10 błogosławionych (stan na 24 maja 2025).

## Struktura

### Konfederacja Zakonu Kanoników Regularnych Świętego Augustyna
Zakon Kanoników Regularnych św. Augustyna ma charakter Konfederacji, na czele której stoi Opat Prymas. W skład Konfederacji wchodzi obecnie dziewięć Kongregacji. Przełożonym wyższym każdej Kongregacji jest Opat Generalny. Kongregacja może być podzielona na Prowincje i Regiony. Na czele Prowincji stoi wizytator. Prowincja złożona jest z kanonii, na czele której stoi przeor.
W latach 1987–1993 opatem prymasem był Karl Egger. Obecnym Opatem Prymasem jest Bernhard Backovsky z Kongregacji Laterańsko-Austriackiej.
Pierwotni członkowie Konfederacji w 1959:
- Kanonicy Regularni Laterańscy Najświętszego Zbawiciela (CRL)
- Kongregacja Laterańsko-Austriacka (CRLA)
- Szwajcarska Kongregacja Saint-Maurice de Agaunum (CRA)
- Kongregacja Świętych Mikołaja i Bernarda z Góry Jowisz (CRSB)

Kongregacje, które dołączyły do Konfederacji po 1959:
- Kongregacja Windesheim (CRV, odtworzona i przyłączona do Konfederacji w 1961)
- Kongregacja Niepokalanego Poczęcia (CRIC, utworzona 1871, członek Konfederacji od 1961)
- Kongregacja Matki Zbawiciela (CRMR, utworzona w 1971, członek Konfederacji od 1987)
- Kongregacja Braci Życia Wspólnego (CRVC, utworzona i przyłączona do Konfederacji w 1975)
- Kongregacja Wiktorynów (CRSV, odtworzona w 1992, członek Konfederacji od 1993)

### Kongregacje i instytuty nie należące do Konfederacji
- Kanonicy Regularni Krzyża Świętego (OSC)
- Kongregacja Kanoników Regularnych Świętego Krzyża z Coimbry (ORC, odtworzona w 1977)
- Kanonicy regularni Matki Boskiej z Lagrasse (1997, wyodrębniona z Kongregacji Matki Zbawiciela)
- Kanonicy regularni św. Jana Kantego w Chicago (1998)
- Kanonicy regularni Nowej Jerozolimy (2002)

## Dawne kongregacje i wspólnoty
- Kanonicy regularni św. Rufina w Awinionie/Valence (1039–1772)
- Kanonicy regularni św. Frygidiana w Lukce (ok. 1042–1517), przyłączyli się do Kongregacji Laterańskiej
- Kanonicy regularni z Sankt Nikola (1067–1122, następnie w Kongregacji Salzburskiej 1122–ok. 1180 później w Kongregacji Marbach)
- Kanonicy regularni z Mont Saint-Eloi (1068–1790)
- Kanonicy regularni ze Springiersbach (1072/74–1802)
- Kanonicy regularni św. Kwintyniana z Beauvais (1078–1636) w 1636 przyłączyli się do Kongregacji Francuskiej
- Kanonicy regularni Świętego Krzyża z Mortary (1083–1449), przyłączyli się do Kongregacji Laterańskiej w 1449
- Kanonicy regularni z Rottenbuch (1085/90–1694), przyłączyli się do Kongregacji Laterańskiej
- Kanonicy regularni Marbach (1089–1464), w 1464 przyłączyli się do Kongregacji Windesheim
- Kanonicy regularni Kongregacji z Arrouaise (tzw. Kongregacja Arrowezyjska) (1090–1790)
- Kanonicy regularni Santa Maria in Portu w Rawennie (przed 1103–1420), przyłączyli się do Kongregacji Fregionaia
- Kanonicy regularni Świętego Grobu (1114–1489/1560)
- Kongregacja Kanoników Regularnych Chancelade (1120–1790)
- Kanonicy regularni Unii Salzburskiej (1121–ok. 1180)
- Kanonicy regularni S. Giorgio in Bra w Weronie (1127–1442), przyłączyli się do Kongregacji S. Giorgio in Alga
- Kanonicy regularni S. Maria di Reno w Bolonii (1130/36–1359)
- Kanonicy regularni Roncesvalles (ok. 1137–1983)
- Kongregacja Gilbertrynów (1139–1538/9)
- Kanonicy regularni Najświętszej Maryi Panny z Crescenzago (ok. 1140–1502), przyłączyli się do Kongregacji Laterańskiej
- Kanonicy regularni z Herival (ok. 1155–1747) przyłączeni do Kongregacji Naszego Zbawiciela
- Kanonicy regularni św. Marka w Mantui (1194/1204–1584) przyłączeni do zakonu kamedułów
- Kanonicy regularni Vallis Scholarium (1201–1637), przyłączyli się do Kongregacji Francuskiej
- Kanonicy Regularni od Pokuty (przed 1256–1832), zakon skasowany
- Kanonicy regularni św. Antoniego (1297–1777), przyłączeni do zakonu maltańskiego
- Kanonicy regularni z Roudnicy (1333–1790/1809)
- Kanonicy regularni z Groenendaal (1343–1412) przyłączyli się do Kongregacji Windesheim
- Kanonicy regularni S. Giorgio in Alga (1404–1668)
- Kanonicy regularni Fregionaia (1402/08–1446), następnie przekształceni w Kongregację Laterańską (1446–1799/1823), a następnie w Kongregację Laterańską Najświętszego Zbawiciela (od 1823)
- Kanonicy regularni Kongregacji Najświętszego Zbawiciela (tzw. Kongregacja Renańska) (1418–1823), w 1823 połączeni z Kongregacją Laterańską
- Kanonicy regularni św. Jana Ewangelisty (1420/27–1834)
- Kanonicy regularni Ducha Świętego (1423–1668)
- Kanonicy regularni Kongregacji Francuskiej (1622–1790)
- Kanonicy regularni Kongregacji Naszego Zbawiciela (1622/25–1790 i ponownie 1851–1919)
- Krakowska Kongregacja Bożego Ciała (1628/44–1859), w 1859 przyłączona do Kongregacji Laterańskiej Najświętszego Zbawiciela
- Kanonicy regularni św. Patryka (1646–1698), następnie przyłączona do Kongregacji Laterańskiej

### Kapituły katedralne, które przyjęły regułę św. Augustyna
Włochy:
- Cefalu (przed 1131)
- Gubbio (1120/22)
- Fano (XI wiek)
- Florencja (1058)
- Lukka (1048)
- Citta di Castello (1105, Kongregacja św. Frygidiana)
- Pistoia (XI wiek)

Francja:
- Tuluza (1076)
- Awinion
- Nîmes (Kongregacja św. Rufina)
- Arles
- Carcassonne
- Pamiers
- Cahors
- Beziers
- Narbonne
- Apt
- Comminges
- Mende
- Albi
- Nicea
- Bordeaux
- Grenoble
- Tarentaise
- Belley (Kongregacja św. Rufina)
- Séez (Kongregacja Wiktorynów 1131)
- Aix-en-Provence
- Maguelone (Kongregacja św. Rufina)
- Uzés (Kongregacja św. Rufina)

Hiszpania:
- Pampeluna
- Jaca
- Tortosa
- Vich
- Osma
- Toledo
- Lerida
- Tarragona
- Saragossa

Niemcy:
- Salzburg (1122–1514)
- Gurk (1123–1787)
- Neumünster k. Würzburga (1088)
- Halberstadt '(1123?–1612?)

Irlandia:
- Clogher (1138/40, Kongregacja Arrowezyjska)
- Dublin (1166, Kongregacja Arrowezyjska)

Anglia:
- Carlisle (1139, Kongregacja Arrowezyjska)

Szkocja:
- Whitehorn
- Saint-Andrew

## Kanonicy regularni w Polsce

### Historia
Do Polski kanonicy regularni przybyli na przełomie XI i XII w. Powstały prepozytury m.in. w na Ślęży (1128–1138), Trzemesznie (1. połowa XII w.), Czerwińsku nad Wisłą (2. ćwierć XII w.), Nowogrodzie Bobrzańskim (1217), Żaganiu (1284), Kłodzku (1349), Mstowie (1218), Kaliszu (1358).
Na przełomie XII i XIII wieku na ogólną liczbę klasztorów w Polsce – 18, jedna trzecia należała do kanoników regularnych.
W 1405 król Władysław II Jagiełło z biskupem krakowskim Piotrem Wyszem sprowadził kanoników regularnych z Kłodzka osadzając ich przy kościele Bożego Ciała w krakowskim Kazimierzu. Wspólnota krakowska zakładała później swoje domy zakonne w różnych miejscach Polski m.in.: w Kamieniu, Kłodawie, Kłobucku, Kraśniku, Wilnie, Krzemieńcu, Bychowie, Słonimiu, Ozieranach, Wolbromiu, Suchej Beskidzkiej oraz w Kurozwękach.
Wszystkie polskie prepozytury wchodziły od XVI w. w skład kongregacji laterańskiej. Kanonia krakowska w latach w 1628 stała się ośrodkiem odrębnej kongregacji, jednak wcielona w 1859 została ponownie przyłączona do Kongregacji Laterańskiej i podniesiona w 1861 do rangi opactwa. Jako jedyna przetrwała ona kasaty w 1864. W 1909 roku liczba ośrodków kanoników regularnych w Polsce powiększyła się o dom w Żywcu.
Po 1945 zakon podjął posługę duszpasterską w kilku parafiach na Ziemiach Zachodnich. W 1952 powstała prowincja polska kanoników regularnych laterańskich (od 1859 polskie kanonie należały do prowincji włoskiej), na której czele stoi wizytator. W 1990 roku kanonicy powrócili do swojego opactwa w Mstowie.
W Krakowie na Kazimierzu przy bazylice Bożego Ciała mieści się dom prowincjalny, a do 2022 roku funkcjonował także nowicjat oraz Wyższe Seminarium Duchowne. Klasztor Bożego Ciała stanowi zabytkowy kompleks architektoniczny wraz z bazyliką Bożego Ciała. Przeżywał on okres rozkwitu w XVII i XVIII w. Okres wojen szwedzkich i później rozbiorów Polski fatalnie odbił się na jego stanie. Wiele wspaniałych dzieł zaginęło bezpowrotnie. Znajduje się tutaj biblioteka z bezcennym księgozbiorem. Do naszych czasów przetrwało 238 inkunabułów i blisko 8 tys. starodruków.

### Współczesność
Kanonicy regularni oddają się głównie posłudze w parafiach, m.in. w sanktuarium Maryjnym w Gietrzwałdzie, głoszeniu rekolekcji i prowadzeniu działalności naukowej. W 2005 roku otworzyli Ośrodek Terapii Uzależnień OTU.
Kanonicy polscy pracują również wśród Polonii w Anglii, a także w parafiach we Francji i na Białorusi. Kładą silny nacisk na pogłębianie wspólnotowego wymiaru swego życia. Od 2022 roku nowicjat i Wyższe Seminarium Duchowne funkcjonuje w Gietrzwałdzie.

### Wizytatorzy Prowincji Polskiej
- ks. Emil Klenart CRL (1952–1958)
- ks. Teofil Widełka CRL (1958–1964)
- ks. Henryk Walczak CRL (1964–1982)
- ks. Stanisław Więzik CRL (1982–1994)
- ks. Kazimierz Łatak CRL (1994–1997)
- ks. Jan Brzozowski CRL (1997–2000)
- ks. Tomasz Ratajczak CRL (2000–2006)
- ks. Marian Szczecina CRL (2006–2018)
- ks. Dariusz Kaczyński CRL (od 2018)[potrzebny przypis]

## Strój zakonny
Strojem zakonnym kanonika regularnego (w Polsce) jest sutanna czarna z krótką pelerynką (zimarra), noszona w dzień powszedni oraz sutanna biała (zimarra), noszona w dni świąteczne oraz niedziele, z podwójnymi rękawami. Na sutannę kanonicy zakładają komżę oraz mucet, który służy jako strój liturgiczny. Klerycy używają sutanny duchowieństwa diecezjalnego.